# Чижи (Лохвицкий район)

Чижи (укр. Чижі) — село,
Гирявоисковецкий сельский совет,
Лохвицкий район,
Полтавская область,
Украина.
Код КОАТУУ — 5322682410. Население по переписи 2001 года составляло 8 человек.

## Географическое положение
Село Чижи находится в 2-х км от сёл Старый Хутор и Шевченково.